# Gopiganj
Gopiganj là một thành phố và là nơi đặt ban đô thị (municipal board) của quận Sant Ravidas Nagar thuộc bang Uttar Pradesh, Ấn Độ.

## Nhân khẩu
Theo điều tra dân số năm 2001 của Ấn Độ, Gopiganj có dân số 17.938 người. Phái nam chiếm 52% tổng số dân và phái nữ chiếm 48%. Gopiganj có tỷ lệ 63% biết đọc biết viết, cao hơn tỷ lệ trung bình toàn quốc là 59,5%: tỷ lệ cho phái nam là 69%, và tỷ lệ cho phái nữ là 55%. Tại Gopiganj, 16% dân số nhỏ hơn 6 tuổi.